# Acuminocythere crescentensis
Acuminocythere crescentensis är en kräftdjursart som beskrevs av Joseph Swain och Gilby 1974. Acuminocythere crescentensis ingår i släktet Acuminocythere och familjen Schizocytheridae. Inga underarter finns listade i Catalogue of Life.